# District historique de Jossie Gut
 (juillet 2020).
Le district historique de Jossie Gut – ou Jossie Gut Historic District en anglais – est un district historique sur l'île de Saint John, dans les îles Vierges des États-Unis. Protégé au sein du parc national des îles Vierges, il est inscrite au Registre national des lieux historiques depuis le 23 juillet 1981.